# David Harrison
David Joshua Harrison (Nashville, Tennessee; 15 de agosto de 1982) es un exjugador de baloncesto estadounidense que disputó cuatro temporadas en la NBA, jugando otros cuatro años en la liga china. Con 2,13 metros de estatura, lo hacía en la posición de pívot.

## Carrera

### Universidad
Harrison asistió a la Universidad de Colorado, donde pasó tres años. Fue nombrado en el primer quinteto de la Big 12 Conference y All-America como sénior. Finalizó su carrera universitaria como el máximo taponador de Colorado (y cuarto de todos los tiempos en la Big 12) con 225 tapones, además de líder de porcentaje de tiros de campo (60.2%), octavo en rebotes (707), y decimotercero en anotación (1.317). Cosechó 25 dobles-dobles, dos triples-dobles y más de cuatro tapones en 25 partidos.

### NBA
Tras dejar la universidad, fue seleccionado por Indiana Pacers en la 29.ª posición del Draft de la NBA de 2004. En su primera temporada en la liga promedió 6.1 puntos y 3.1 rebotes en 43 partidos, 14 de ellos como titular debido a las sanciones de la infame pelea en el Palace of Auburn Hills. En su segunda temporada bajó su promedio anotador a 5.7 puntos, subiendo en rebotes hasta los 3.8 en 67 encuentros.

## Estadísticas de su carrera en la NBA

### Temporada regular
| Año     | Equipo  | PJ  | PT | MPP  | %TC  | %3P  | %TL  | RPP | APP | ROB | TPP | PPP |
| ------- | ------- | --- | -- | ---- | ---- | ---- | ---- | --- | --- | --- | --- | --- |
| 2004–05 | Indiana | 43  | 14 | 17.7 | .576 | .000 | .571 | 3.1 | .3  | .4  | 1.3 | 6.1 |
| 2005–06 | Indiana | 67  | 17 | 15.4 | .503 | .000 | .511 | 3.8 | .2  | .3  | .9  | 5.7 |
| 2006–07 | Indiana | 24  | 2  | 7.9  | .517 | .000 | .500 | 1.8 | .3  | .2  | .5  | 3.0 |
| 2007–08 | Indiana | 55  | 0  | 12.8 | .529 | .000 | .510 | 2.1 | .3  | .4  | 1.1 | 4.2 |
| Total   | Total   | 189 | 33 | 14.2 | .530 | .000 | .525 | 2.9 | .2  | .3  | .9  | 5.0 |

### Playoffs
| Año     | Equipo  | PJ | PT | MPP | %TC  | %3P  | %TL  | RPP | APP | ROB | TPP | PPP |
| ------- | ------- | -- | -- | --- | ---- | ---- | ---- | --- | --- | --- | --- | --- |
| 2005–06 | Indiana | 6  | 0  | 5.2 | .333 | .000 | .583 | .8  | .0  | .2  | .2  | 2.2 |
| Total   | Total   | 6  | 0  | 5.2 | .333 | .000 | .583 | .8  | .0  | .2  | .2  | 2.2 |

## Vida personal
Su padre, Dennis "Bigfoot" Harrison, fue jugador de fútbol americano de los Philadelphia Eagles.
Su hermano mayor, D.J., jugó también al baloncesto en la Universidad de Colorado.